# Metaphya tillyardi
Metaphya tillyardi – gatunek ważki z rodziny szklarkowatych (Corduliidae). Znany z kilku  stwierdzeń w indonezyjskiej części Nowej Gwinei. Jedno stwierdzenie pochodzi z wysepki Bramble Cay w Cieśninie Torresa, prawdopodobnie dotyczy jednak osobnika zabłąkanego.